# Довре (національний парк)
Національний парк Довре (норв. Dovre nasjonalpark) — національний парк у Гедмарк та Оппланн, Норвегія, який був створений у 2003 році. Довре займає площу 289 км², а висота варіюється від верхньої межі лісу приблизно від 1000 метрів до 1716 метрів (Фокстухе).
Парк лежить між двома більшими і старими парками Рондане на південному сході та Довреф'єлль-Сундалсф'єлла на півночі. Його відкриття було частиною більшого розширення Рондане, коли було розширено Національний парк Рондане та відкрито або розширено менші території охорони природи.
Як і у Довреф'єлль-Сунндалсф'єлла та Рондане у національному парку Довре проживають дикі фенноскандинавські північні олені, що походять із Беринґії.

## Назва
Для першого елемента див.> Довре, останнім елементом є fjell n 'упав, гора'.
Вживається скорочена форма Довр також для великої гірської місцевості навколо Довреф'єлля (див. Регіон Довре).
Із найдавніших часів Довреф'єлль був прикордонним регіоном між північною та південною частинами Норвегії, і дорога через гору була добре відома. Вираз «til Dovre faller» («до тих пір, поки гори Довре не розваляться» = до кінця світу) широко використовується в норвезькій мові.